# Seznam inscenací Divadla na Vinohradech
Seznam inscenací Divadla na Vinohradech obsahuje všechny inscenace vinohradské scény od sezony 2012/2013, kdy se ředitelem stal Tomáš Töpfer.

## Od sezony 2012/2013
- Stepherd Mead – Frank Loesser – Abe Burrows: Jak udělat kariéru snadno a rychle, režie: Radek Balaš, poprvé: 5. října 2012, premiéra: 15. října 2012, derniéra: 26. března 2014, velká scéna
- Noël Coward: To byla moje písnička!, režie: Petr Kracik, česká premiéra: 2. listopadu 2012, derniéra: 2 listopadu 2015, velká scéna
- Josef Topol: Kočka na kolejích, režie: Michal Pavlík, premiéra: 30. listopadu 2012, derniéra: 17. června 2015, studiová scéna
- William Shakespeare: Zkrocení zlé ženy, režie: Juraj Deák, premiéra: 14. prosince 2012, derniéra: 27. června 2018, velká scéna
- Neil Simon: Vstupte!, režie: Martin Porubjak, premiéra: 25. ledna 2013, derniéra: 11. června 2016, velká scéna
- Henrik Ibsen: Rebeka (Rosmersholm), režie: Juraj Deák, premiéra: 22. února 2013, derniéra: 10. října 2014, velká scéna
- Tom Stoppard: Dvojitý agent, režie: Šimon Dominik, česká premiéra: 22. března 2013, naposled: 2. června 2016 (bez derniéry), velká scéna
- Pavel Kohout podle Karla Hašlera: Hašler…, režie: Tomáš Töpfer, světová premiéra: 19. dubna 2013, derniéra: 25. června 2018, obnovená premiéra: 18. října 2019, naposled: 24. února 2020 (bez derniéry)
- Alexandr Nikolajevič Ostrovskij: Les, režie: Daniel Hrbek, premiéra: 31. května 2013, derniéra: 30. května 2014, velká scéna
- Max Frisch: Andorra, režie: Martin Čičvák, premiéra: 13. září 2013, derniéra: 18. března 2014, velká scéna
- Július Barč-Ivan: Dva, režie: Natália Deáková, česká premiéra: 23. září 2013, derniéra: 19. května 2014, studiová scéna
- Hanoch Levin: Nesnesitelné svatby (Krum), režie: Juraj Deák, česká premiéra: 25. října 2013, derniéra: 19. června 2014, velká scéna
- Luigi Pirandello: Jindřich IV., režie: Michal Vajdička, premiéra: 20. prosince 2013, derniéra: 20. května 2015, velká scéna
- Stephen Beresford: Poslední z Haussmanů, režie: Petr Kracik, česká premiéra: 21. února 2014, derniéra: 2. dubna 2015, velká scéna
- Arthur Wing Pinero: Soudce v nesnázích, režie: Tomáš Töpfer, premiéra: 21. března 2014, derniéra: 8. června 2016, velká scéna
- Graham Linehan: Bytná na zabití, režie: Juraj Deák, česká premiéra: 16. května 2014, derniéra: 14. června 2019, velká scéna
- Pavel Landovský: Hodinový hoteliér, režie: Ivan Rajmont, premiéra: 16. října 2014, naposled: 28. ledna 2020 (bez derniéry), studiová scéna
- Peter Shaffer: Amadeus, režie: Martin Čičvák, premiéra: 7. listopadu 2014, derniéra: 5. února 2018, velká scéna
- Miroslav Krleža: Rod Glembayů, režie: Martin Huba, premiéra: 13. listopadu 2014, derniéra: 12. června 2017, velká scéna
- Sławomir Mrożek: Láska na Krymu, režie: Juraj Deák, premiéra: 19. prosince 2014, derniéra: 11. listopadu 2015, velká scéna
- Karel Čapek: Loupežník, režie: Tomáš Töpfer, premiéra: 6. února 2015, derniéra: 28. února 2017, velká scéna
- Fráňa Šrámek: Plačící satyr, režie: Radovan Lipus, premiéra: 6. března 2015, derniéra: 19. dubna 2016, velká scéna
- Hugo von Hofmannsthal – Jean Sibelius – Martin Frank: Kdokoli, režie: Jaroslava Šiktancová, premiéra: 19. března 2015, derniéra: 7. května 2015, kostel sv. Anny, ve spolupráci se Symfonickým orchestrem hlavního města Prahy FOK
- David Hare: Nevzdávej to (Gethsemane), režie: Juraj Deák, česká premiéra: 15. května 2015, derniéra: 16. června 2016, velká scéna
- Jan Vedral: Kašpar H. (Dítě Evropy), režie: Natália Deáková, premiéra: 11. září 2015, derniéra: 19. května 2016, velká scéna
- Lenka Lagronová: Nikdy, režie: Kateřina Dušková, premiéra: 22. října 2015, derniéra: 5. listopadu 2018, studiová scéna
- Albert Camus: Caligula, režie: Martin Čičvák, premiéra: 4. listopadu 2015, derniéra 22. listopadu 2016, velká scéna
- William Shakespeare: Romeo a Julie, režie: Juraj Deák, premiéra: 12. prosince 2015, velká scéna
- Tereza Verecká: Na kamenném, kamenném poli (Job), režie: Zuzana Burianová, česká premiéra: 21. prosince 2015, derniéra: 4. března 2017, studiová scéna
- Henrik Ibsen: Nepřítel lidu, režie: Juraj Deák, premiéra: 19. února 2016, derniéra: 15. prosince 2017, velká scéna
- Ladislav Smoček: Piknik, režie: David Šiktanc, premiéra: 4. března 2016, derniéra: 14. února 2018, studiová scéna
- Piérre-Aristide Bréal: Velká mela aneb Francouzská kuchyně, režie: Daniel Hrbek, premiéra: 18. března 2016, derniéra: 16. listopadu 2018, velká scéna
- George Bernard Shaw: Pygmalion, režie: Juraj Deák, premiéra: 22. dubna 2016, velká scéna
- Milan Uhde: Zvěstování aneb Bedřichu, jsi anděl, režie: Jan Burian, premiéra: 8. září 2016, derniéra: 4. června 2018, studiová scéna
- Gabriela Preissová: Její pastorkyňa, režie: Martin Františák, premiéra: 16. září 2016, derniéra: 7. listopadu 2019, velká scéna
- Georges Feydeau: Když ptáčka lapají…, režie: Tomáš Töpfer, poprvé: 14. listopadu 2016, premiéra: 6. ledna 2017, naposled: 3. března 2020 (bez derniéry), velká scéna
- Maxim Gorkij: Sluníčkáři (Děti slunce), režie: Juraj Deák, premiéra: 16. prosince 2016, derniéra: 18. května 2017, velká scéna
- Henrik Ibsen: Peer Gynt, režie: Martin Čičvák, premiéra: 17. března 2017, derniéra: 14. června 2018, velká scéna
- Molière: Škola žen, režie: Juraj Deák, premiéra: 21. dubna 2017, derniéra: 1. 10. 2020, velká scéna
- František Langer: Periferie, režie: Martin Huba, premiéra: 26. května 2017, derniéra: 15. 5. 2019, velká scéna
- Jan Procházka – Lenka Procházková: Ucho, režie: Šimon Dominik, premiéra: 9. června 2017, studiová scéna
- James Goldman: Lev v zimě, režie: Jan Burian, premiéra: 21. října 2017, naposled: 15. září 2020 (bez derniéry), velká scéna
- Arthur Miller: Čarodějky ze Salemu, režie: Juraj Deák, premiéra: 20. prosince 2017, naposled: 14. února 2020 (bez derniéry), velká scéna
- Eurípidés: Ifigenie v Aulidě, režie: Martin Čičvák, premiéra: 16. února 2018, derniéra: 7. února 2019, velká scéna
- Jan Vedral podle Vladimíra Neffa: Sňatky z rozumu, režie: Radovan Lipus, světová premiéra: 23. března 2018, derniéra: 28. března 2022, velká scéna
- Magdalena Frydrych Gregorová: Ulity, režie: Alžběta Burianová, premiéra: 16. května 2018, derniéra: 6. prosince 2019, studiová scéna
- Colin Higgins: Harold a Maude, režie: Juraj Deák, premiéra: 25. května 2018, naposled: 9. října 2020 (bez derniéry), obnovená premiéra: 18. září 2021, derniéra: 19. ledna 2023, velká scéna
- Josef Topol: Konec masopustu, režie: Martin Františák, premiéra: 19. října 2018, derniéra: 4. června 2019, velká scéna
- Viliam Klimáček: Hrobníkova dcera (Zjevení), režie: Šimon Dominik, česká premiéra: 6. prosince 2018, naposled: 17. února 2020 (bez derniéry), studiová scéna
- Nikolaj Vasiljevič Gogol: Revizor, režie: Juraj Deák, premiéra: 19. prosince 2018, velká scéna
- Ingmar Bergman – Jan Vedral: Fanny a Alexandr, režie: Pavel Khek, česká premiéra: 8. března 2019, naposled: 12. září 2020 (bez derniéry), velká scéna
- Penelope Skinner: Ahoj, krásko! (Linda), režie: Juraj Deák, česká premiéra: 17. května 2019, naposled: 25. září 2020 (bez derniéry), velká scéna
- Barbora Hančilová: Za dveřmi, režie: Barbora Mašková, česká premiéra: 31. května 2019, studiová scéna
- Friedrich Dürrenmatt: Návštěva staré dámy, režie: Jan Burian, premiéra: 6. září 2019, naposled: 4. února 2020 (bez derniéry), velká scéna
- Václav Havel: Motýl na anténě – Audience, režie: Šimon Dominik, premiéra: 29. listopadu 2019, studiová scéna
- William Shakespeare: Jak se vám líbí, režie: Juraj Deák, premiéra: 13. prosince 2019, derniéra: 1. června 2022, velká scéna
- Viktor Dyk: Zmoudření Dona Quijota, režie: Martin Čičvák, premiéra: 7. února 2020, derniéra: 24. února 2022, velká scéna
- Antonín Přidal: Pěnkava s Loutnou, režie: Kateřina Dušková, premiéra: 9. září 2020, naposled: 9. června 2022 (bez derniéry), studiová scéna
- Jan Vedral podle Olgy Scheinpflugové: Český román, režie: Radovan Lipus, světová premiéra: 11. září 2020, naposled: 17. dubna 2024 (bez derniéry), velká scéna
- Milan Uhde – Miloš Štědroň: Balada pro banditu, režie: Juraj Deák, premiéra: 2. října 2020, velká scéna
- Nathaniel Richard Nash: Obchodník s deštěm, režie: Juraj Deák, premiéra: 1. září 2021, velká scéna
- Eugène Labiche: Slaměný klobouk, režie: Tomáš Töpfer, premiéra: 8. září 2021, derniéra: 5. června 2023, velká scéna
- Guy de Maupassant – Vladimír Čepek: Miláček, režie: Šimon Dominik, premiéra: 3. prosince 2021, derniéra: 11. května 2023, velká scéna
- Karel Kraus – Zdeněk Mahler podle Johanna Nepomuka Nestroye: Provaz o jednom konci, režie: Radovan Lipus, premiéra: 4. března 2022, derniéra: 26. prosince 2023, velká scéna
- Jiří Křižan – Martin Františák: Je třeba zabít Sekala, režie: Pavel Khek, premiéra: 8. dubna 2022, derniéra: 1. prosince 2023, velká scéna
- Federico García Lorca: Dům Bernardy Alby, režie: Juraj Deák, premiéra: 20. května 2022, naposled: 12. června 2024 (bez derniéry), velká scéna
- Daniel Majling: Láska! Prsty! Salman Rushdie!, režie: Barbora Mašková, premiéra: 4. června 2022, derniéra: 12. června 2024, studiová scéna
- Agatha Christie: Past na myši, režie: Jan Burian, premiéra: 15. října 2022, velká scéna
- George Bernard Shaw: Člověk nikdy neví, režie: Šimon Dominik, premiéra: 18. listopadu 2022, derniéra: 13. června 2024, velká scéna
- Jan Vedral podle Josefa Škvoreckého: Danny Smiřický (Příběhy inženýra lidských duší), režie: Radovan Lipus, světová premiéra: 27. ledna 2023, derniéra: 26. listopadu 2024, velká scéna
- Lope de Vega: Vzpoura lásky (Fuente Ovejuna), režie: Pavel Khek, premiéra: 31. března 2023, derniéra: 2. března 2024, velká scéna
- Nina Raine: Bach & synové, režie: Juraj Deák, česká premiéra: 16. května 2023, derniéra: 26. března 2025, velká scéna
- Molière: Lakomec, režie: Pavel Khek, premiéra: 20. října 2023, velká scéna
- Woody Allen: Nepijte tu vodu, režie: Juraj Deák, premiéra: 15. prosince 2023, derniéra: 19. června 2025, velká scéna
- Karel Steigerwald: Komedie o pronásledování a umučení dr. Šaldy, režie: Šimon Dominik, premiéra: 26. ledna 2024, derniéra: 2. dubna 2025, studiová scéna
- Tracy Letts: Srpen v zemi indiánů, režie: Petr Svojtka, premiéra: 22. března 2024, velká scéna
- Denis Kelly: Sirotci, režie: Barbora Mašková, premiéra: 19. dubna 2024, studiová scéna, ve spolupráci s OLDstars
- Lenka Lagronová: Terezka, režie: Radovan Lipus, poprvé: 26. května 2024, premiéra: 25. října 2024, derniéra: 9. dubna 2025, kostel sv. Šimona a Judy, ve spolupráci se Symfonickým orchestrem hlavního města Prahy FOK
- William Shakespeare: Večer tříkrálový aneb Cokoli chcete, režie: Juraj Deák, poprvé: 21. června 2024, premiéra: 6. listopadu 2024, velká scéna
- Carlo Goldoni: Poprask na laguně, režie: Juraj Deák, premiéra: 20. prosince 2024, velká scéna
- Francis Scott Fitzgerald – Simon Levy: Velký Gatsby, režie: Martin Čičvák, premiéra: 1. března 2025, velká scéna
- Alena Mornštajnová – Jiří Janků: Hana, režie: Petr Svojtka, premiéra: 4. dubna 2025, velká scéna